# لزلی آدوین
لزلی آدوین (انگلیسی: Leslee Udwin؛ زادهٔ ۱۹۵۷ میلادی) یک تهیه‌کننده و فیلم‌ساز اهل بریتانیا است. 
از آثار وی می‌توان از فیلم‌های دختر هند، سایه طناب دار و شرق شرق است  نام برد.